# Adolf Bertram
Pour les articles homonymes, voir Bertram.
Adolf Bertram est un prélat catholique, né le 14 mars 1859 à Hildesheim (Royaume de Hanovre) et mort le 6 juillet 1945 à Javorník (Tchécoslovaquie). Il a été archevêque de Breslau et cardinal.

## Biographie
Adolf Bertram étudie la théologie à Munich, Innsbruck et Wurtzbourg où il passe un doctorat de théologie. Ensuite, il passe un doctorat en droit canon à l'Université pontificale grégorienne, à Rome, en 1884. Ordonné prêtre en 1881, il est nommé évêque de Hildesheim en 1906, puis évêque de Breslau en 1914, avec le titre honorifique de « prince-évêque ». Le 4 décembre 1916, il est créé cardinal in pectore par Benoît XV. Sa création est publiée le 5 décembre 1919 et il reçoit le titre de cardinal-prêtre de Sainte-Agnès-hors-les-Murs (Santa Agnese fuori le mura).
De 1919 jusqu'à sa mort, en 1945, le cardinal Bertram est président de la conférence de Fulda qui réunissait tous les évêques allemands. Installé à Breslau, il est critiqué pour avoir mené une politique pro-allemande dans les premières années qui ont suivi la Première Guerre mondiale. Le cardinal Bertram fait partie des quatre cardinaux allemands qui participent au conclave de 1939 à l'issue duquel Pie XII est élu.
Critique du néo-paganisme nazi, il se heurte fréquemment au pouvoir pendant les années 1930, notamment sur la question du sort des Polonais, mais apparaît parfois chercher mener une politique conciliante comme en novembre 1941 où il s'oppose à la publication d'une lettre pastorale rédigée par quelques évêques dans laquelle ils énuméraient et dénonçaient les mesures hostiles prises par le régime nazi contre l'Église, les droits des Allemands à la vie et les libertés individuelles. Pour autant, il dénonce vigoureusement le Lebensborn et s'oppose en 1941 à l'intégration du diocèse de Dantzig dans la province ecclésiastique est-allemande dont il est le responsable.
Le 2 mai 1945, un historien déclare qu'il aurait demandé dans une lettre manuscrite adressée à tous les prêtres de son diocèse de célébrer une messe de requiem à la mémoire d'Adolf Hitler, ce qui est contredit par d'autres. Toujours est-il que le cardinal Bertram entretint avec le Führer des relations personnelles polies.